# Leucanopsis oruba
Leucanopsis oruba là một loài bướm đêm thuộc phân họ Arctiinae, họ Erebidae.